# Премія «Золота жар-птиця» (11-та церемонія вручення)
«Золота жар-птиця» — щорічна українська національна музична премія. Дев'ята церемонія вшанувала найкращих в українській музиці, чиї кліпи отримали найвищі рейтинги в ефірі телеканалу М2 у період з 1 березня 2019-го по 1 березня 2020 року включно.
Нагороди у вигляді пера золотої жар-птиці отримали переможці у десяти номінаціях («Співачка року», «Співак року», «Поп-гурт», «Рок-гурт», «Хіт року», «Кліп року», «Балада року», «Денс Хіт» та «Інді»). В порівнянні з минулим роком була скасована номінація «Прорив року».

## Журі
До складу журі увійшли 22 експерти — це радіо- і телепродюсери і відомі персони українського шоу-бізнесу: Роман Муха, Валентин Коваль, Нателла Чхартішвілі-Зацаринна, Роман Недзельський, Олена Мозгова, Юрій Нікітін, Руслан Квінта, Віталій Климов, Віталій Дроздов, Валерій Сасковець, Олександр Рассказов, Євген Фешак, Роман Давидов, Антон Цеслік, Роман Кальмук, Вадим Лисиця, Андрій Великий, Сергій Кузін, Михайло Некрасов, Андрій Пасічник, Ігор Кондратюк, Євген Євтухов.
1 червня 2020 року на офіційному сайті телеканалу М2 були оприлюднені анкети кожного з експертів

## Церемонія нагородження
Церемонія нагородження відбулася 31 травня 2020 року в телевізійному та Інтернет-форматі, щоб дотримуватися всіх карантинних норм (у зв'язку з пандемією корона вірусу в Україні).
Слідкувати за ходом події можна було або наживо на телеканалі М2, або на офіційній YouTube-сторінці телеканалу. Ведучими церемонії стали Денис Жупник і Галина Завійська. Номінанти постійно перебували на відеозв'язку.

## Номінанти та переможці
11 травня 2020 року було оголошено номінантів у десяти номінаціях.
Найбільше номінацій отримала NK — вона претендує на нагороду в 4 категоріях. По 3 номінації у гуртів «The Hardkiss» та «Время и Стекло», а також у співачок Мішель Андраде та Тіни Кароль.
Найбільше нагород виграв гурт «Время и Стекло», вони виграли у номінаціях: гурт року, хіт року та dance-хіт.
| Співачка року | Співак року |
| --- | --- |
| - NK - Тіна Кароль - Злата Огнєвіч - Tarabarova - Мішель Андраде                                                                          | - Mélovin - Олег Винник - Сергій Бабкін - Віталій Козловський - Kishe                                                                                      |
| Поп-гурт | Рок-гурт |
| - «Время и Стекло» - «TamerlanAlena» - «Dzidzio» - «Kazka» - «Mozgi»                                                                      | - «The Hardkiss» - «Антитіла» - «Без Обмежень» - «Воплі Відоплясова» - «Скай»                                                                              |
| Хіт року | Кліп року |
| - Сергій Бабкін — «Моє кохання» - «Время и Стекло» — «Дим» - NK — «Обіцяю» - Mélovin — «Ти» - Злата Огнєвіч — «Солодка кара»              | - Tarabarova — «Мені казково» - NK — «Обіцяю» - Тіна Кароль — «Вабити» - «The Hardkiss» — «Жива» - Мішель Андраде — «Не знаю»                              |
| Народний хіт | Балада року |
| - Олег Винник — «Роксолана» - NK — «Обіцяю» - Андріана — «Ча Ча Ча» - Камалія feat. Rico Macho — «Наше літо» - Наталка Карпа — «Гойдай»   | - «The Hardkiss» — «Хто, як не ти» - Дорош — «Де ти є» - «Антитіла» — «Буде син» - Тіна Кароль & Юлія Саніна — «Вільна» - Альоша та Влад Дарвін — «Пірнай» |
| Інді | Dance-хіт |
| - «Kadnay» — «Полон» - Laud — «2 дні» - Джамала feat. alyona alyona — «Жалі» - «Tvorchi» — «Не танцюю» - Shy та «Pianoбой» — «Цілуй мене» | - «Время и Стекло» — «Дим» - Артем Пивоваров — «2000» - Kishe — «Love» - Bakun та Ірина Федишин — «Просто танцюй» - Мішель Андраде — «Не знаю»             |

*Жирним шарифтом виділені переможці в кожній номінації.